# Tervel (huyện)
Tervel là một huyện thuộc tỉnh Dobrich, Bungaria. Dân số thời điểm năm 2001 là 18728 người.